# Portland (album)
 For alternative betydninger, se Portland. (Se også artikler, som begynder med Portland)
Portland er titlen på Lars Lilholt Band's tredje album fra 1986. Albummet indeholder sangen "Kald det kærlighed", der blev et stort hit, da den udkom på pladen Kontakt i 1990.
Sangen "Jeg vil være stjerne" skulle havde været med i det Danske Melodi Grand Prix, men det blev aldrig til noget.

## Spor
1. "Alle går fra alle"
2. "Jeg vil være stjerne"
3. "Hjem igen"
4. "Sejler ud"
5. "Halleluja"
6. "Kald det kærlighed"
7. "Maria (og det store drengekor)"
8. "Krig og fred"
9. "Fugl Fønix"
10. "Kun en jord"
11. "Rosen min"

## Musikere
- Lars Lilholt (Sang, Elektrisk Violin, Akustisk Guitar)
- Kristian Lilholt (Akustisk og Elektrisk Guitar, Keyboard, Percussion, Kor)
- Tine Lilholt (Blokfløjte, Tværfløjte, Kor)
- Gert Vincent (Trommer, Akustisk og Elektrisk Guitar, Plastic Orgel, Kor)
- Tommy Kejser (Bas, Kor)

## Gæstemusikere
- Nils Torp (Oscar Synthesizer